# 红豆蛋糕

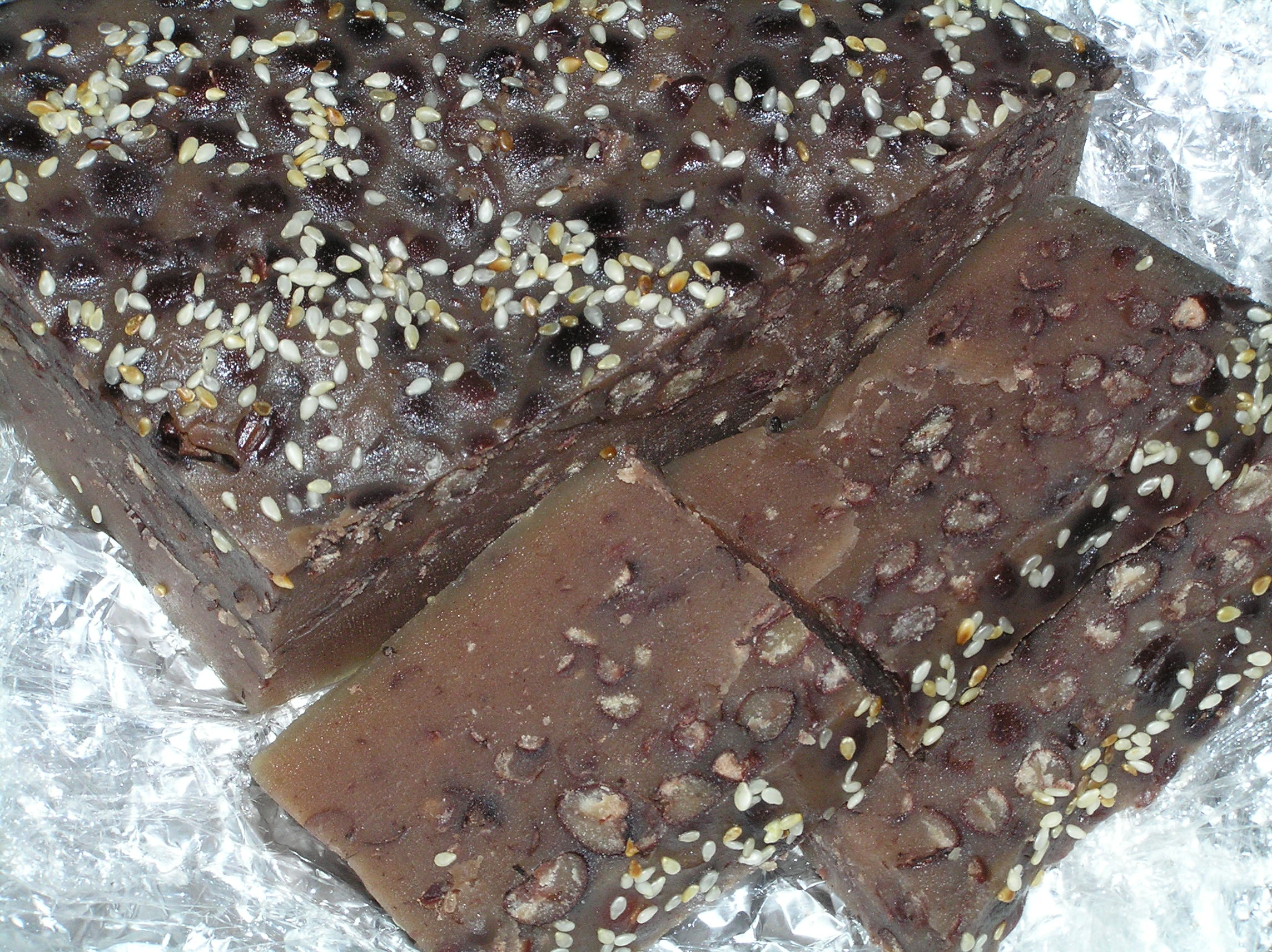
此圖為經典的紅豆蛋糕款式之一

紅豆蛋糕是一流行亞洲的蛋糕，不同國家依靠他們的方式做紅豆蛋糕。在日本，主要用日本紅豆(アズキ、Azuki)做的豆沙餡(餡子、Anko)。